# Espai Subirachs
L'Espai Subirachs és un museu situat al carrer de Batista, 6 del Poblenou de Barcelona, dedicat a l'obra de Josep Maria Subirachs.

## Història i descripció
Cap al 1974, l'antiquari i galerista Artur Ramon i Picas va fundar l'Estudi Regomir, un espai dedicat a l'exposició permanent d'obres de l'artista, al carrer del Regomir, 13 (vegeu Palau Vilana-Perles). En un principi, va ser dirigit per Jordi Umbert Pons, i des del 1986, per Maria Teresa Jover Presa. Arran de la mort de Subirachs l'abril del 2014, s'hi va organitzar una exposició commemorativa, i posteriorment va tancar.
El 2001, Subirachs i l'Obra Social de Caixa Penedès van acordar la creació d'un museu de les seves obres al carrer de la Princesa, 21 (vegeu casa-fàbrica Cros), molt a prop del Museu Picasso. El projecte, obra dels arquitectes Ramon Sanàbria i Lídia Planas, comptava amb 4.000 m² distribuïts en dues plantes subterrànies, planta baixa i cinc pisos. Tanmateix, les dificultats econòmiques i administratives van retardar-lo, i el 2012 es va descartar definitivament.
Finalment, la família de l'artista va crear el seu propi museu, inaugurat el 27 de maig del 2017. S'hi exposen un centenar d'obres en uns 300 m², i és dirigit per Judit Subirachs i Burgaya, historiadora de l'art.

## Galeria

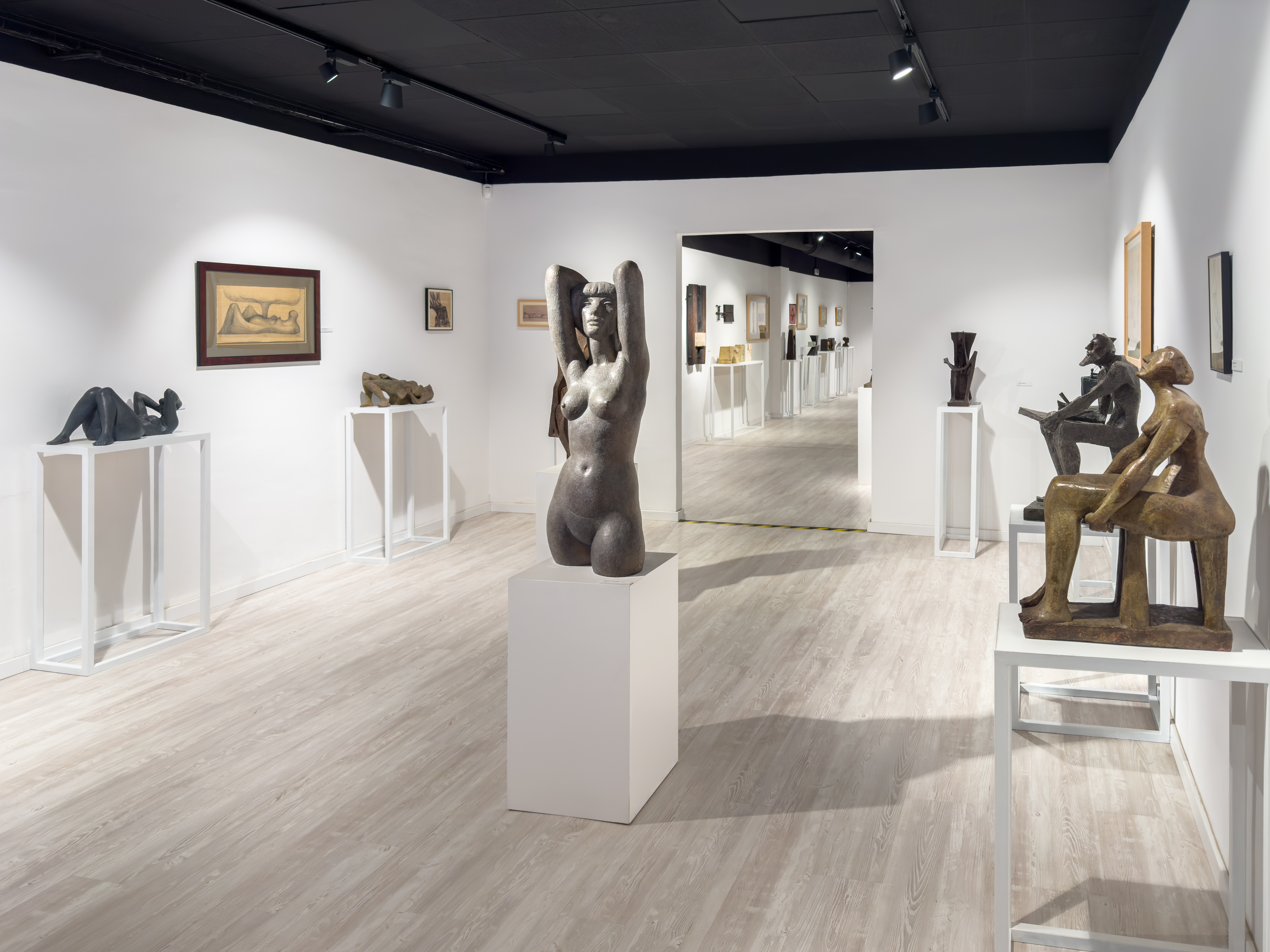
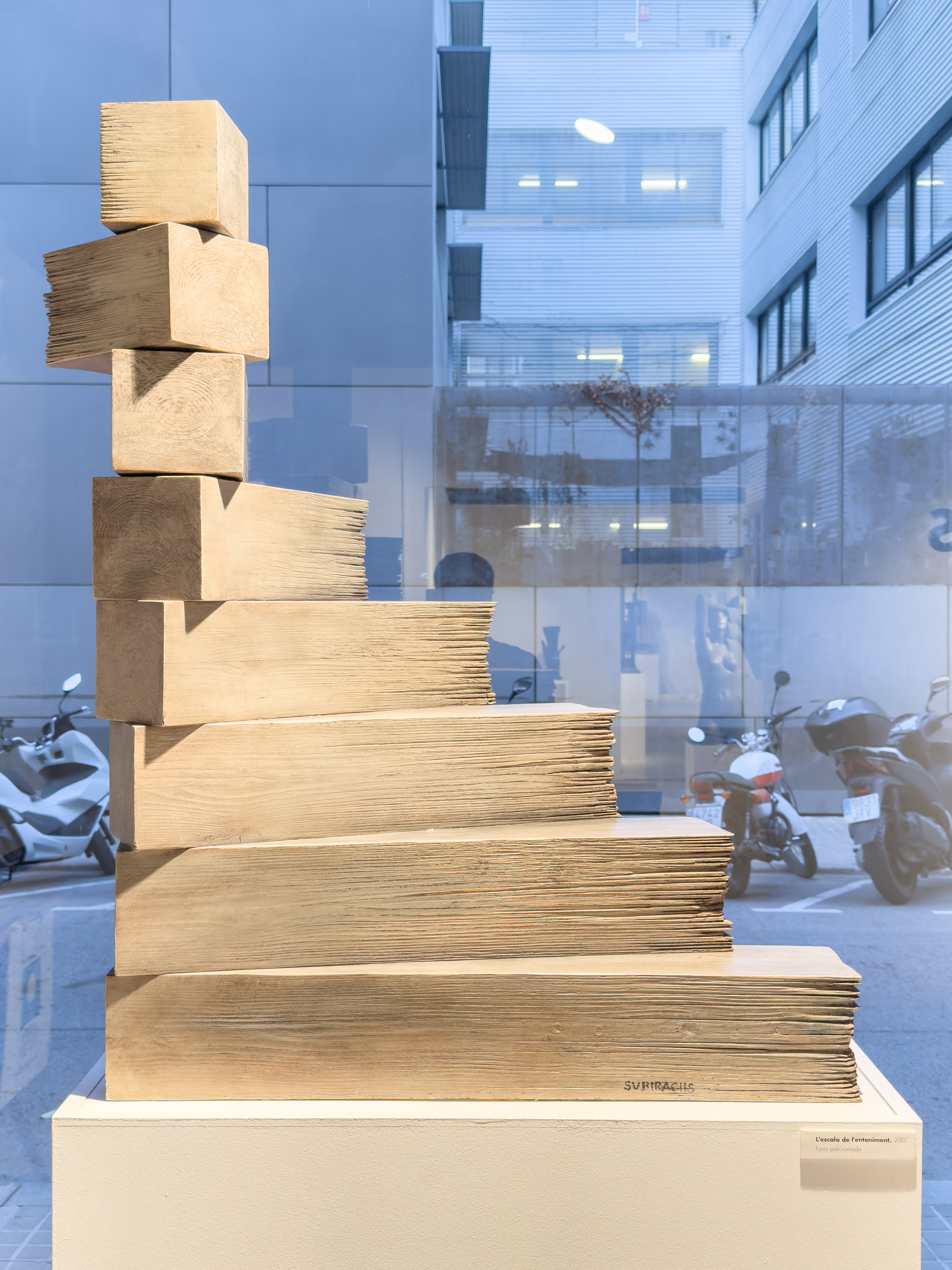
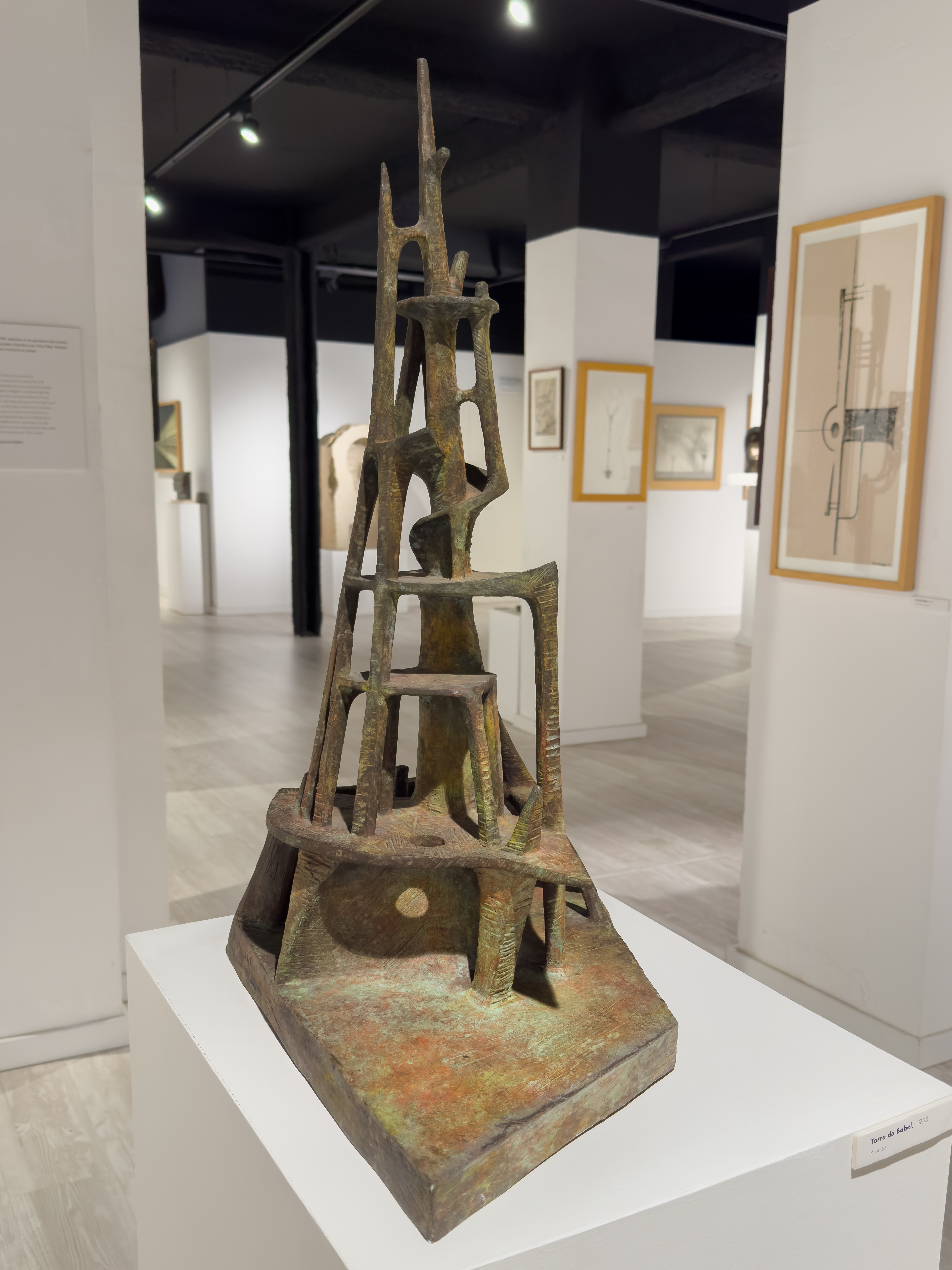
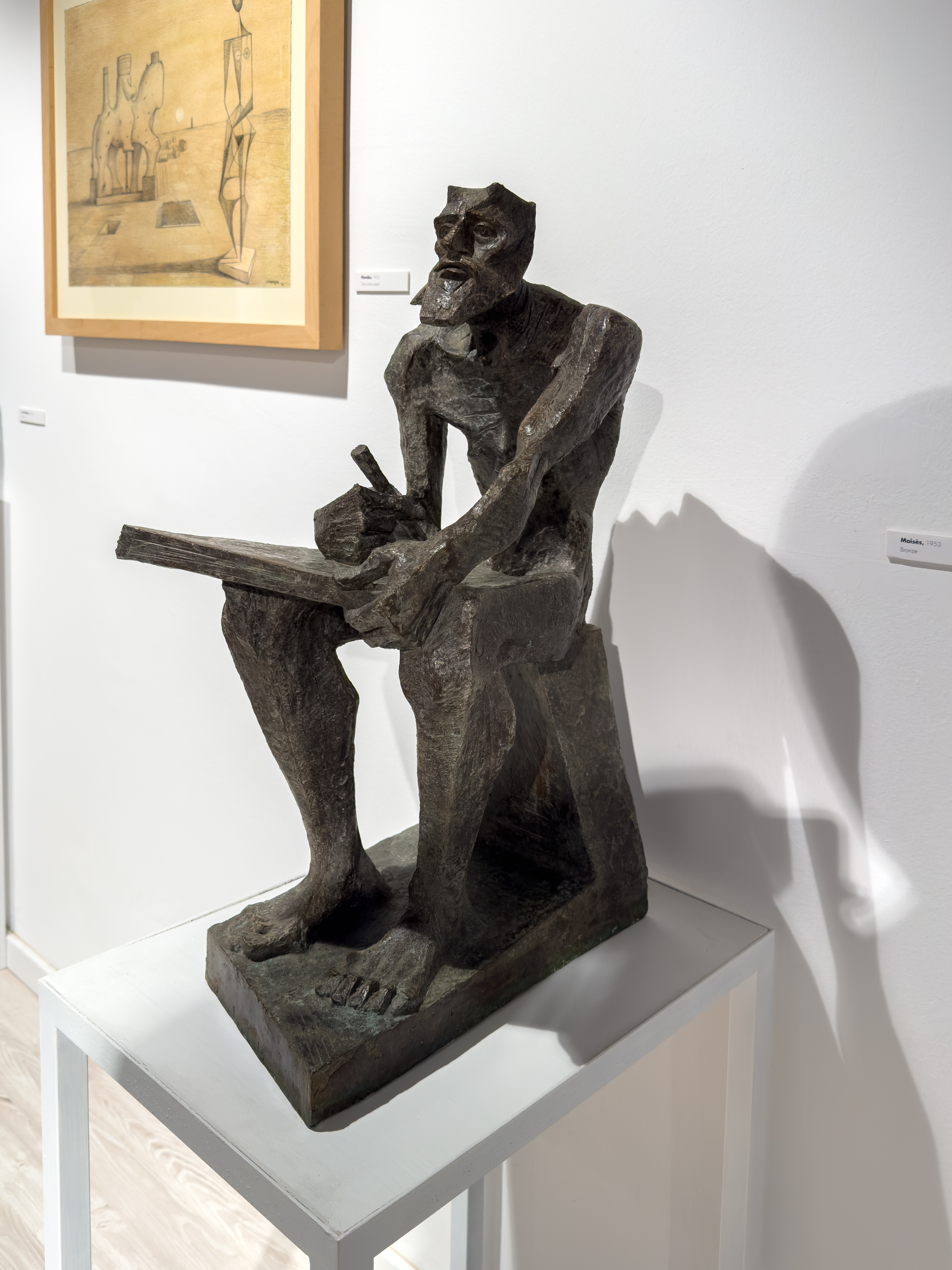
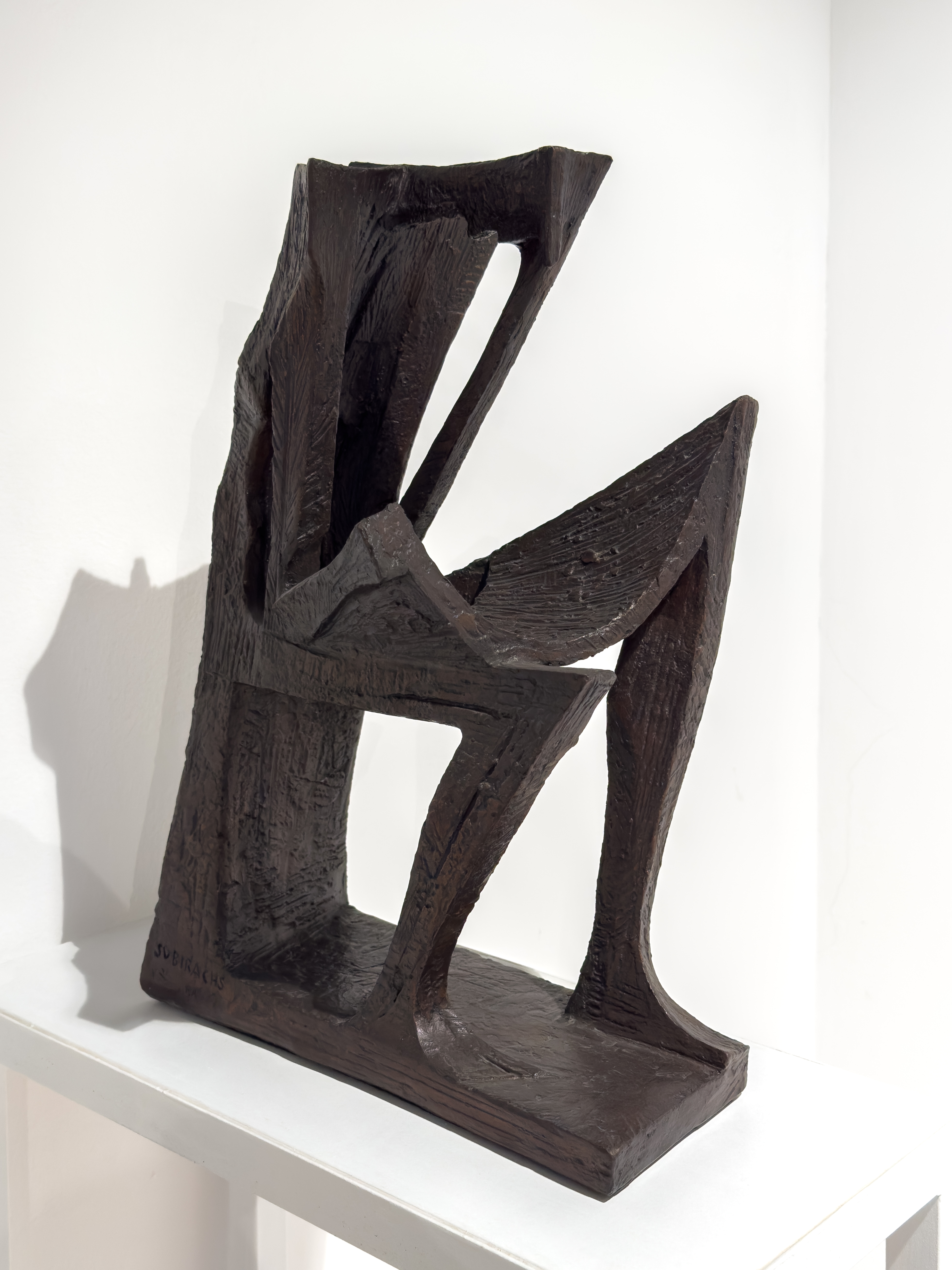
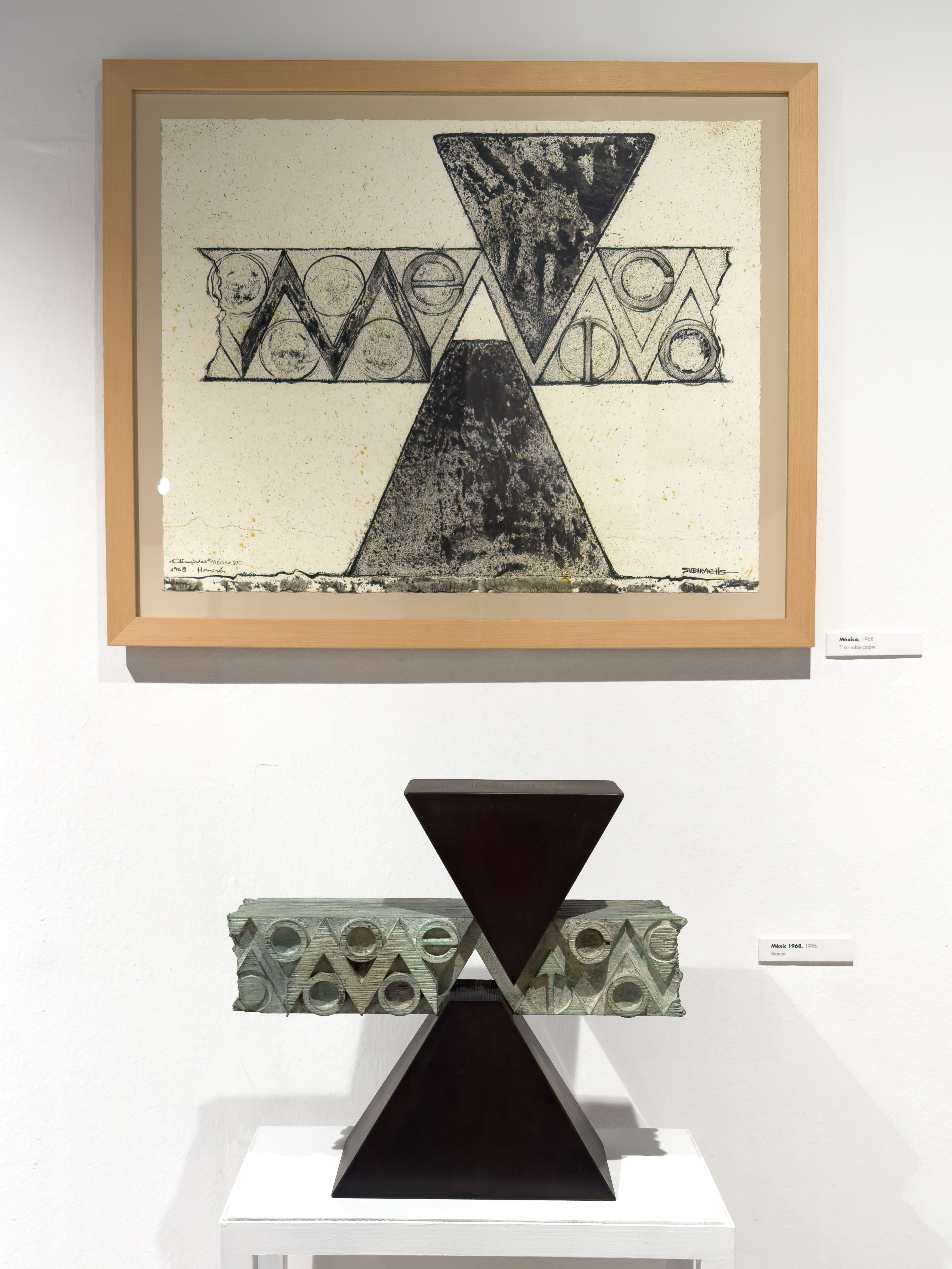
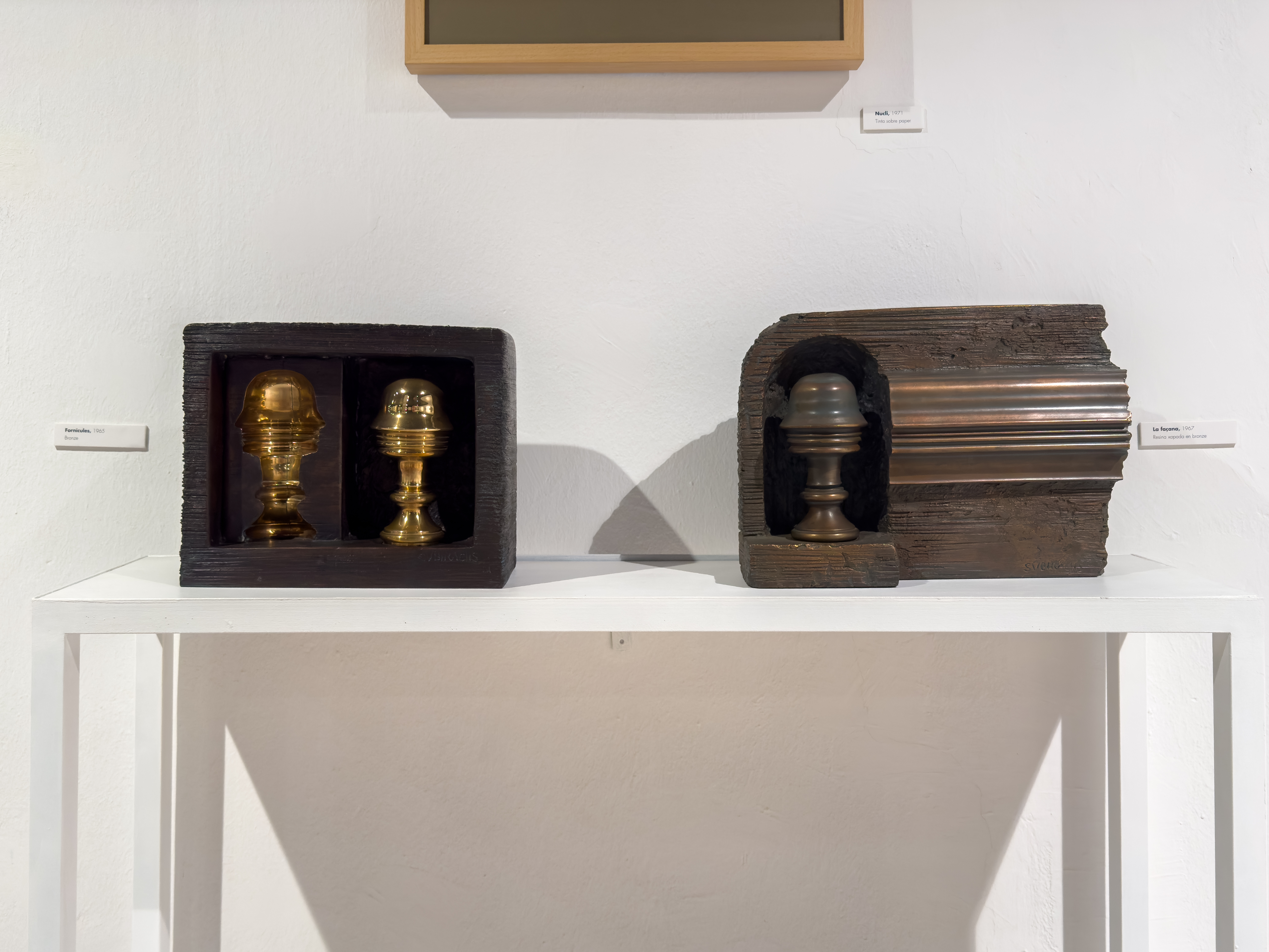
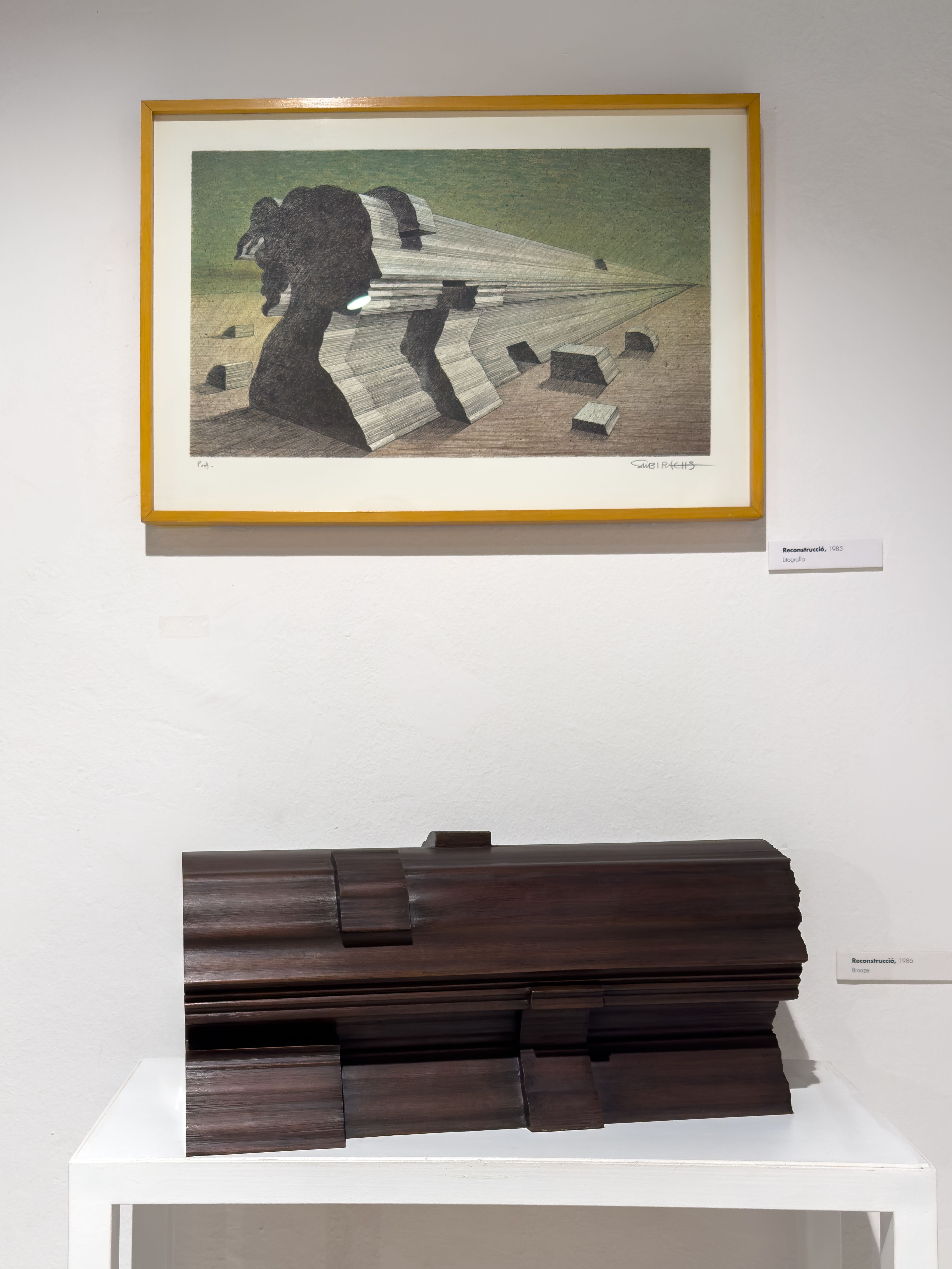
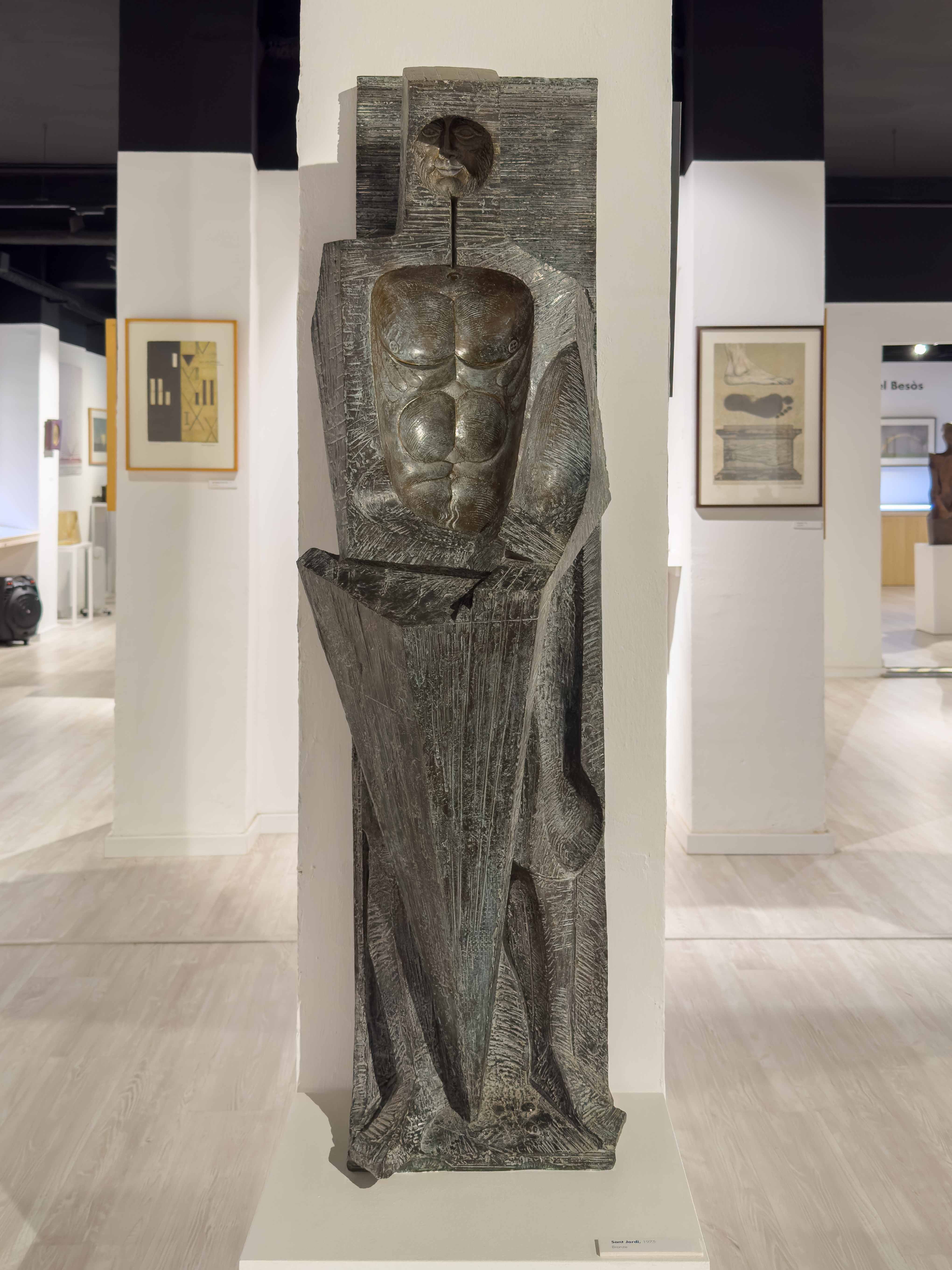
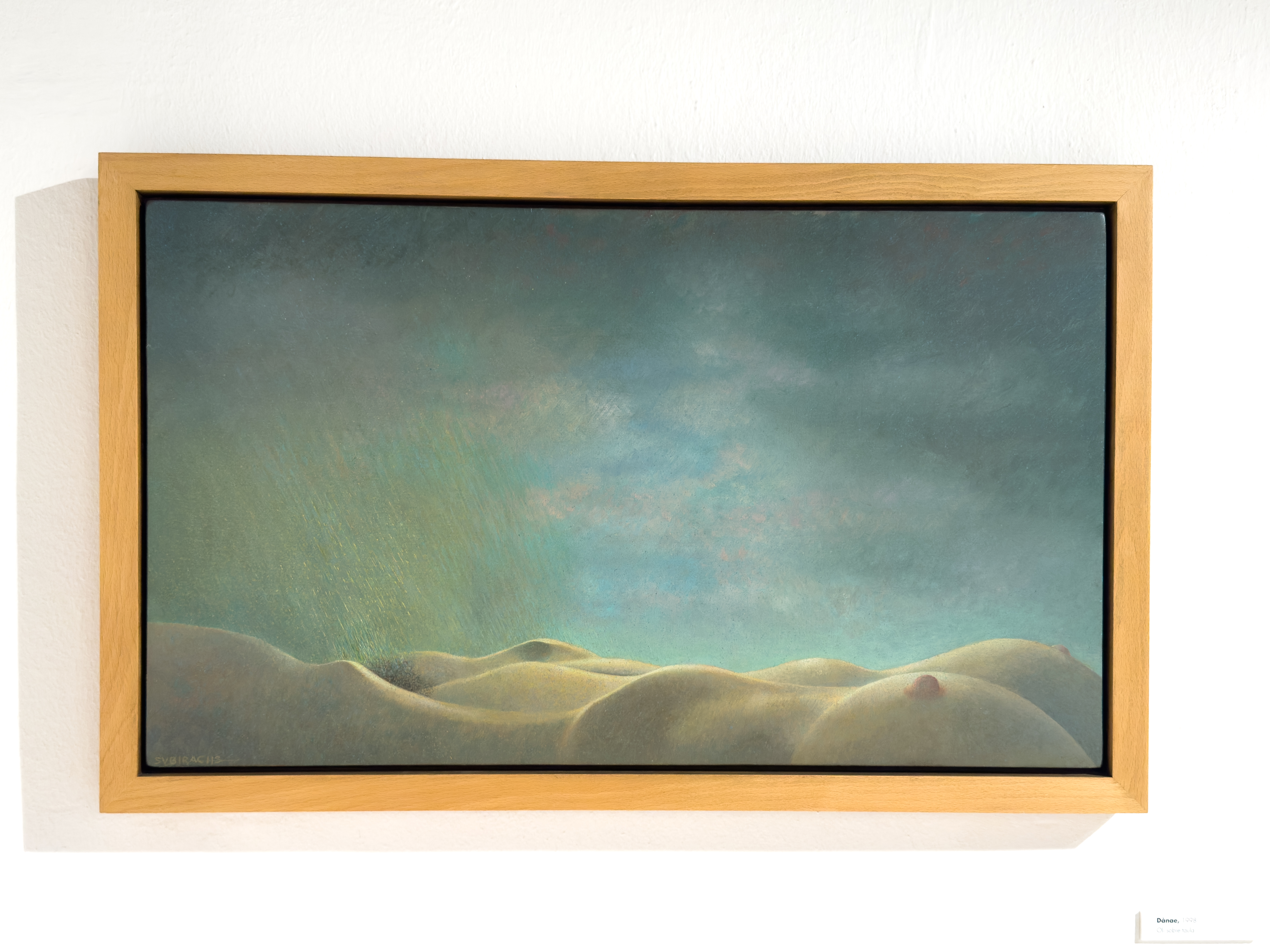
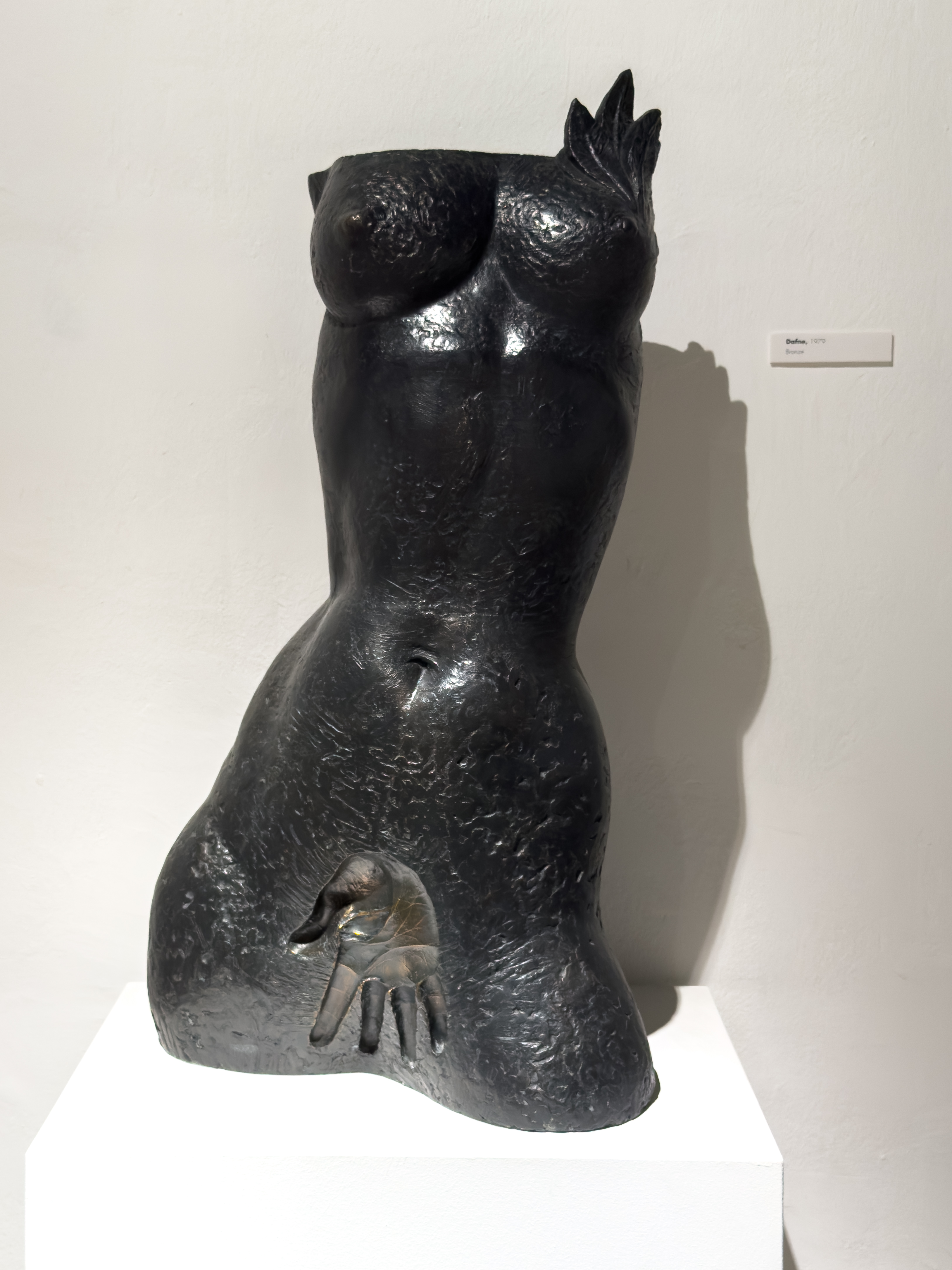
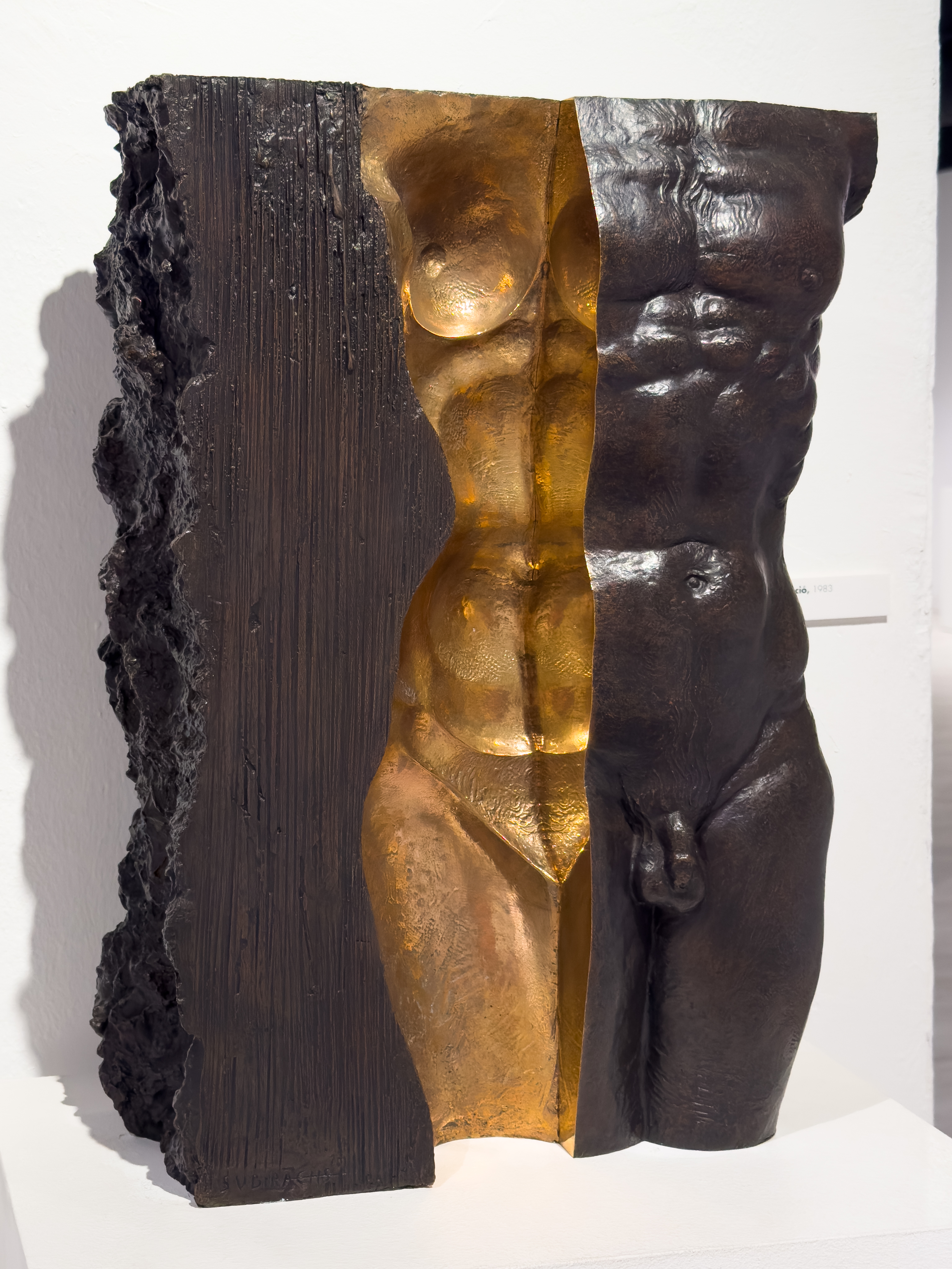
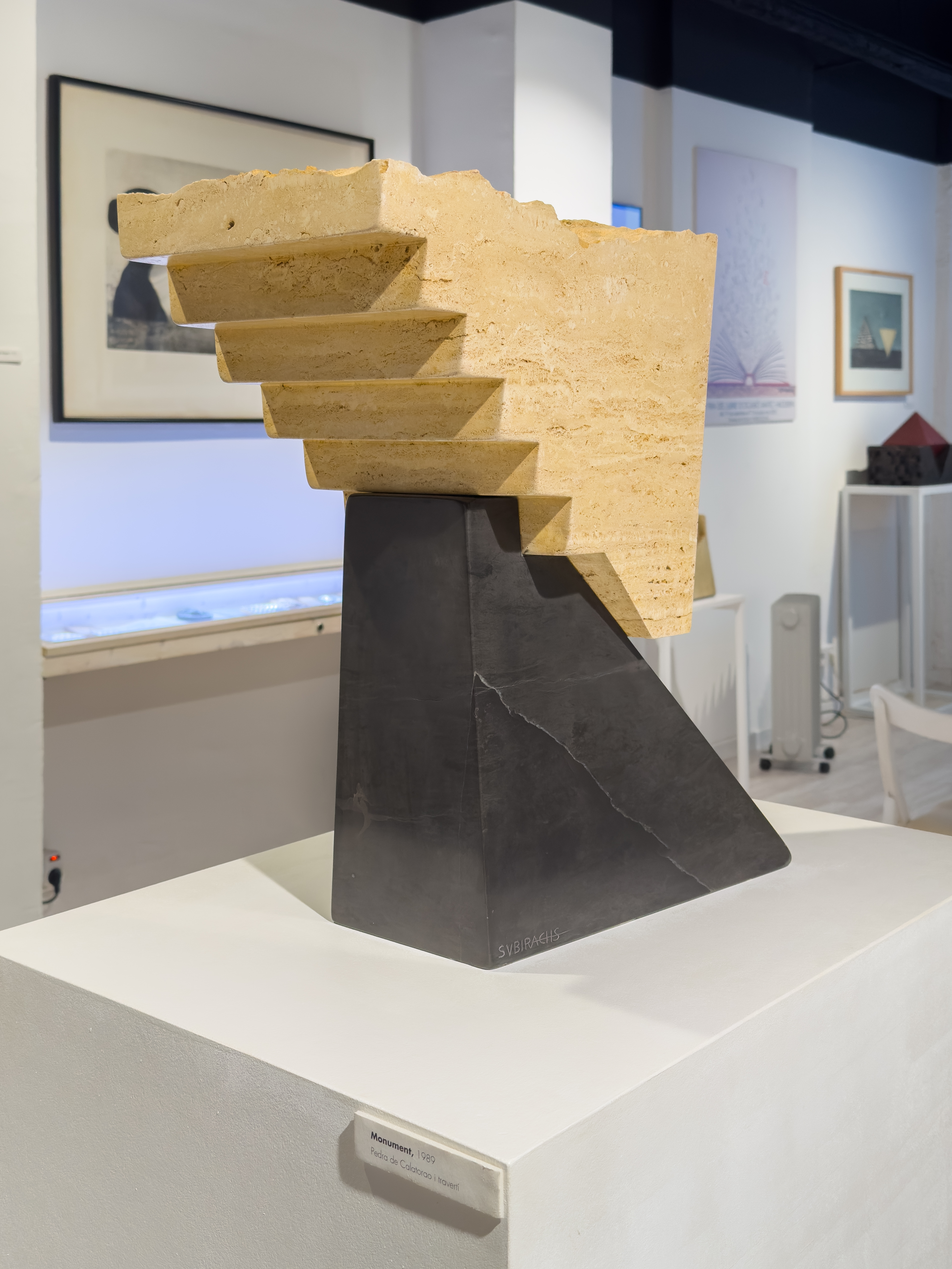
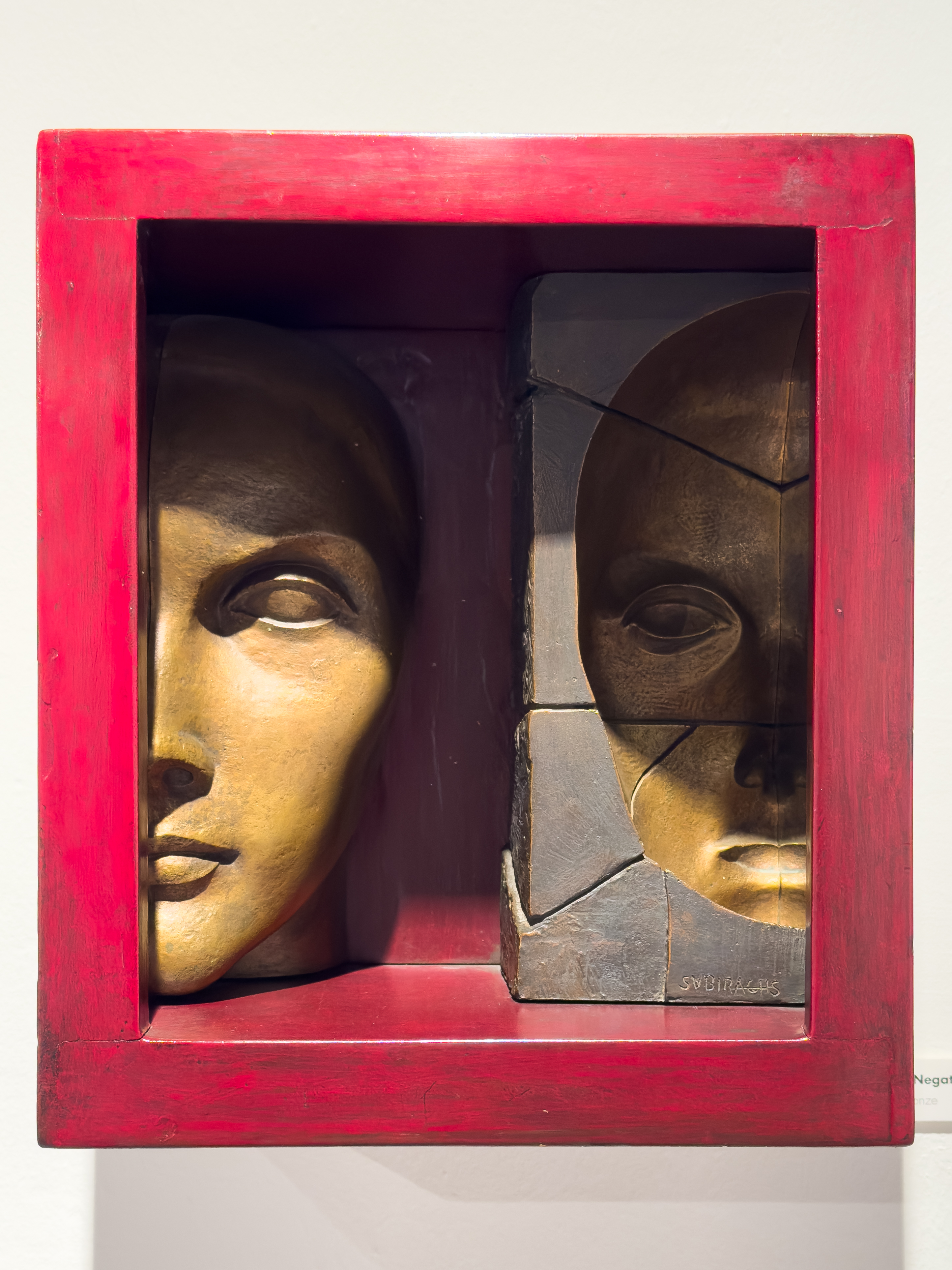